# Ordem do Mérito das Comunicações
A Ordem do Mérito das Comunicações é uma ordem honorífica dada a personalidades brasileiras e estrangeiras como forma de reconhecer seus serviços relevantes prestados às comunicações.
Foi criada pelo decreto nº 87.009 de 15 de março de 1982 no governo do presidente João Figueiredo. A entrega das insígnias acontece, em princípio, em Brasília, em 5 de maio de cada ano, Dia Nacional das Comunicações em homenagem ao nascimento do Marechal Rondon, patrono das comunicações do Brasil. Em 15 de abril de 2008, o presidente Luiz Inácio Lula da Silva, sancionou a lei nº 11.655, de autoria do ex-vice-presidente da República Marco Maciel (PLS n° 212 de 6 de julho de 2004), alterando a denominação da Ordem para Ordem do Mérito das Comunicações Jornalista Roberto Marinho.
| “ | Ninguém melhor do que Roberto Marinho encarnou pela sua visão, capacidade empreendedora e sentimento de nacionalidade, a figura que simboliza o grande salto do Brasil no campo das comunicações. | ” |

## Características

### Graus
- Grã-Cruz
- Grande Oficial
- Comendador
- Oficial
- Cavaleiro

### Insígnias
É constituída por um círculo facetado em cinco partes, em metal dourado, com aberturas côncavas, formando um perfil estilizado da copa de uma antena. Sobre a mesma uma estrela de cinco pontas esmaltada em azul e filetada em metal dourado, sobrepujada por um círculo do mesmo com a legenda "MÉRITO DAS COMUNICAÇÕES" e no centro, a figura de uma antena como símbolo das comunicações, igualmente em metal dourado. No reverso a efígie de D. Pedro II de perfil.
Grã-Cruz
Faixa de gorgorão de seda de cor azul, com três listras douradas.
Grande Oficial
Fita colocada em volta do pescoço e placa de prata.
Comendador
Fita colocada em volta do pescoço.
Oficial
Fita colocada ao lado esquerdo do peito com insígnia dourada com uma roseta.
Cavaleiro
Fita colocada ao lado esquerdo do peito com insígnia prateada.

## Membros da Ordem[5]
- Grão-mestre - Presidente da República: Luis Inácio da Silva
- Conselho da Ordem:
  - Chanceler - : Ministro das Comunicações: Juscelino Filho
  - Ministro das Relações Exteriores: Mauro Vieira
  - Ministro da Educação: Camilo Santana
  - Ministro da Cultura: Margareth Menezes
  - Ministro da Defesa: José Múcio
  - Secretário-executivo do Ministério das Comunicações: Sônia Faustino Mendes
- Secretário do Conselho - Chefe da Assessoria de Comunicações do Ministério das Comunicações

### Comissão técnica
A comissão técnica é composta pelo secretário-executivo, pelo consultor jurídico e pelo chefe da assessoria de Comunicação Social do Ministério das Comunicações.

## Admissão ou promoção
As nomeações para a Ordem são feitas por decreto presidencial depois de as respectivas propostas serem avaliadas pela Comissão técnica e aprovadas pelo Conselho da Ordem. O Presidente da República pode conceder condecorações sem audiência dos membros do Conselho.

### Condições de admissibilidade
- Grã-Cruz: Vice-Presidente da República, Presidente da Câmara dos Deputados, Presidente do Senado Federal, Presidente do Supremo Tribunal Federal, Ministros de Estado, Governadores dos Estados e do Distrito Federal, Almirantes, Marechais, Marechais-do-Ar, Almirantes-de-Esquadra, Generais-de-Exército, Tenentes-Brigadeiros e outras personalidades de hierarquia equivalente
- Grande Oficial: Senadores e Deputados Federais, Ministros do Supremo Tribunal Federal e dos Tribunais Superiores, Embaixadores, Presidentes das Assembléias Legislativas, Vice-Almirantes, Generais-de-Divisão, Majores Brigadeiro e outras personalidades de hierarquia equivalente
- Comendador: Secretários dos Governos dos Estados e do Distrito Federal, Cônsules-Gerais de carreira estrangeiros, Contra-Almirantes, Generais-de-Brigada, Brigadeiros-do-Ar, Juízes de Segurança da Instâncias outras personalidades de hierarquia equivalente, Professores Catedráticos, Cientistas, Presidentes de Associações Literárias, Científicas, Culturais e Comerciais
- Oficial: Juízes de Primeira Instância, Promotores Públicos, Oficiais Superiores das Forças Armadas e outras personalidades de hierarquia equivalente, Professores de Universidade e Escritores
- Cavaleiro: Oficiais das Forças Armadas e outras personalidades de hierarquia equivalente, Professores de ensino de 1º e 2º graus, artistas e desportistas

### Condições de promoção
- De Cavaleiro a Oficial: 2 anos
- De Oficial a Comendador: 3 anos
- De Comendador a Grande Oficial: 4 anos
- De Grande Oficial a Grã-Cruz: 5 anos

A promoção poderá ser feita sem exigência do interstício acima, a critério do Conselho da Ordem.

## Premiados
Em 20 de janeiro de 2008, em cerimônia realizada no Palácio Laranjeiras, Rio de Janeiro, com a presença do então governador Sérgio Cabral, Armando Nogueira recebeu a medalha da Ordem - classe Grã-Cruz do então ministro das Comunicações, Hélio Costa. Em maio de 2016, Silvio Santos recebeu a medalha da Ordem - classe Grã-Cruz.